# Cercatrici d'oro
Cercatrici d'oro (Gold Diggers of Broadway) è un film del 1929 diretto da Roy Del Ruth.
Remake de La casa delle 4 ragazze (titolo originale The Gold Diggers), film muto del 1923 diretto da Harry Beaumont, primo adattamento per lo schermo della commedia omonima di Avery Hopwood, un successo di Broadway rimasto in cartellone al Lyceum Theatre dal 30 settembre 1919 al giugno 1920 per un totale di 282 rappresentazioni. Un'altra versione cinematografica della commedia, la più famosa, fu La danza delle luci di Mervyn LeRoy, con le scene danzate dirette e coreografate da Busby Berkeley. Il film di LeRoy fu uno dei più alti incassi del 1933.

## Trama
Stephen Lee, un milionario, pensa che tutte le ragazze che lavorano in teatro siano delle cacciatrici alla ricerca del pollo da spennare e, quando suo nipote Wally si dichiara intenzionato a sposarne una, lo zio cerca di correre ai ripari. Per proteggere la giovane coppia, Jerry, la compagna di stanza della ragazza, finge con Stephen di essere lei la promessa sposa, comportandosi in maniera scanzonata e aggressiva, così da far risaltare le doti di dolcezza e gentilezza della sua amica. Va a finire che il suo modo di fare conquista Stephen che le proporrà di sposarlo. Quando Jerry accetta, lui non può più negare il consenso a Wally che, finalmente, può coronare il suo sogno d'amore.

## Produzione
Il film fu prodotto dalla Warner Bros. Pictures (con il nome The Vitaphone Corporation).

## Distribuzione
Distribuito dalla Warner Bros. Pictures, il film uscì nelle sale cinematografiche statunitensi il 30 agosto 1929. In Italia venne distribuito nel 1931.